# راز یک زن
راز یک زن (انگلیسی: A Woman's Secret) یک فیلم نوآر در ژانر معمایی به کارگردانی نیکلاس ری محصول سال ۱۹۴۹ کشور ایالات متحده آمریکا است. این فیلم ضرر ۷۶۰٬۰۰۰ دلاری را به ثبت رسانده است.